# Tesla Supercharger
A Tesla Supercharger-hálózat egy gyorstöltőhálózat elektromos járművek számára, amelyet a Tesla, Inc. járműgyártó épített és üzemeltet.
A Supercharger-hálózatot 2012. szeptember 24-én indították el hat telephellyel az amerikai Kalifornia és Nevada államban, amikor a Tesla megkezdte a Model S gyártását. A 2024. júliusi adatok szerint a Tesla 6500 Supercharger-töltőállomásból álló hálózatot üzemeltet közel 60 000 töltőoszloppal. A hálózatot elsősorban három régióban telepítik: Az Ázsia-csendes-óceáni térségben (több mint 2650 állomás), Észak-Amerikában (több mint 2550) és Európában (több mint 1200). 2019 óta a legtöbb bevezetett kompresszor akár 250 kW teljesítményre is képes. A 2024. júliusi adatok szerint a töltők körülbelül 68%-a rendelkezik V3-as vagy V4-es leállásokkal, amelyek képesek ezt a mennyiséget leadni.
A használatot általában a töltés során fogyasztott energia alapján számlázzák ki. Díjat számíthatnak fel azokra az ügyfelekre, akik a 100%-os töltöttség elérése után is csatlakoztatva maradnak, hogy arra ösztönözzék a használókat, hogy a töltés befejezése után rögtön távozzanak az autójukkal, és ne foglalják a töltőoszlopot.
A Supercharger-töltőpontokon már nem csak Teslákat, hanem minden tisztán elektromos és plug-in hybrid autót is fel lehet tölteni. A leendő új gyorstöltőpontok helyszíneinek kiválasztásához a Tesla szavazáson kéri ki az emberek véleményét. Az aktuális szavazáson 2 magyarországi város is indul: Sopron és Kecskemét. A szavazáson nem csak Tesla-tulajdonosok szavazhatnak, hanem bárki szavazhat összesen 5 városra.

## Technológia

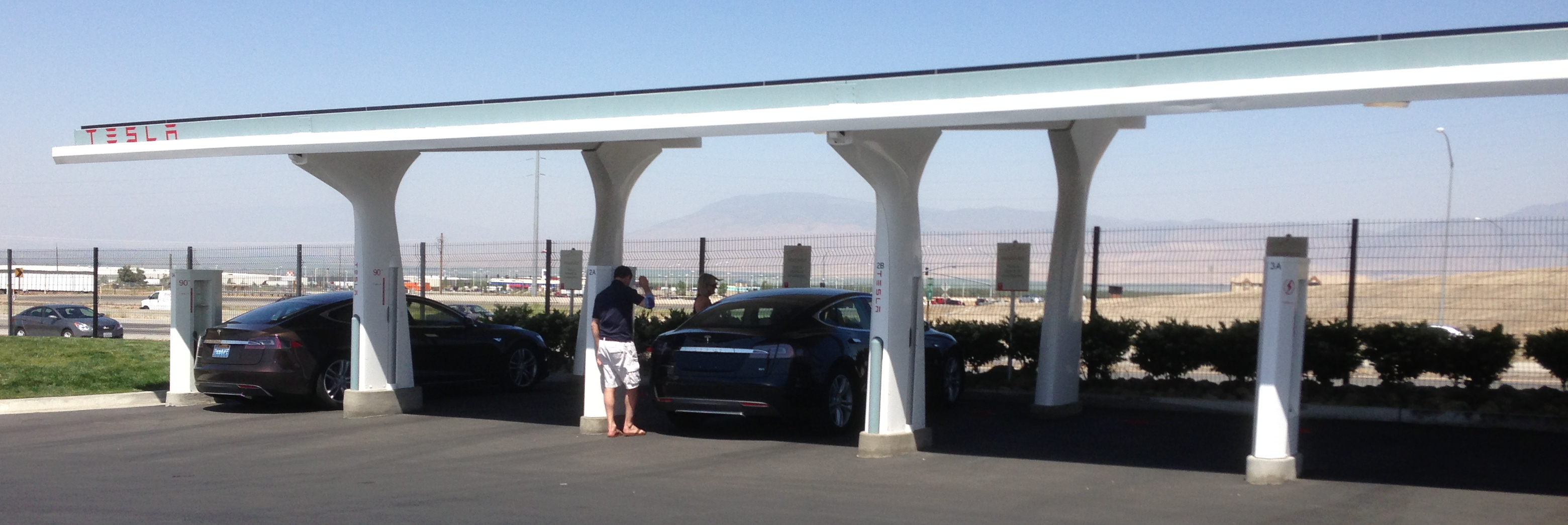
Az Egyesült Államok egyik legkorábbi feltöltőállomása, amely a kaliforniai Lebecben található, mely Tesla Energy napelemes tetővel rendelkezik.

A Tesla általában a főbb autópályák közelében helyezi el a feltöltőket olyan helyeken, ahol a sofőrök kényelmét szolgálják, például mellékhelyiségekben, éttermekben és bevásárlóközpontokban Egyes oldalakon napelemes előtetőket és Megapackot is telepített a Tesla Energy, hogy ellensúlyozza az energiafelhasználást, és védelmet nyújtson a járművezetőknek az időjárás viszontagságaival szemben.

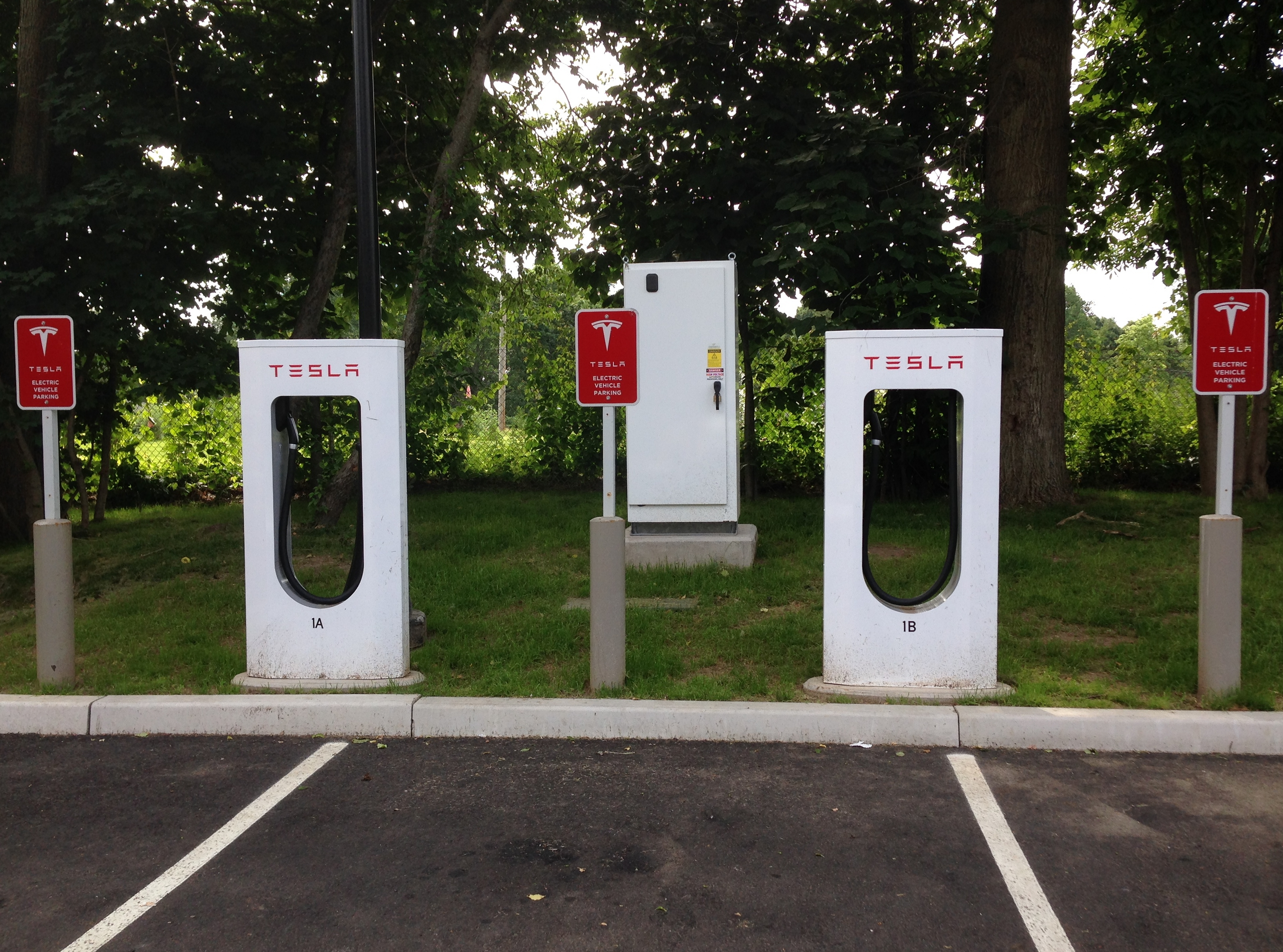
Ha ennek a V1 Tesla Supercharger állomásnak mindkét párja (A és B) foglalt, akkor megosztják a rendelkezésre álló, akár 150 kW-os összteljesítményt.

Az eredeti V1 és V2 Tesla feltöltőállomások egyetlen töltőberendezéssel készültek, amely négy, két töltőoszlop között megosztott modulból állt. Amikor az autókat a két oszlophoz csatlakoztatják, és mindkettő maximális teljesítményt kér, az állomás a négy modul közül kettőt vagy hármat az előbb csatlakoztatott autóhoz, a többit pedig a későbbi autóhoz rendel, így korlátozza az egyes autók töltési kimenetét. 50–50% vagy 75–25%.
A Supercharger alternatívájaként 2015-ben a Tesla rövid időre akkumulátorcsere állomást vezetett be a kaliforniai Harris Ranch-en. A Tesla akkumulátorállomás néhány cserét hajtott végre, és röviddel ezután leállították.
2017 szeptemberében vezették be a "városi" Supercharger állásokat. Ezek a kompaktabb oszlopok maximális teljesítményleadása 72 kW, de ne ossza meg a berendezést más posztokkal, ami lehetővé teszi a maximális teljesítmény leadását. Ezeket a kompaktabb oszlopokat elsősorban városi területeken, például bevásárlóközpontokban, parkolókban és garázsokban helyezik el.
A V3-as állomásokat 2019-ben vezették be, és akár 250 kW-ot is képesek leadni. Legfeljebb négy oszlop oszthat meg egy 350 kW-os töltőberendezés-szekrényt, de legfeljebb három szekrény oszthatja meg egymással az áramot egy egyenáramú buszon keresztül. A gyakorlatban a legtöbb esetben ez lehetővé teszi, hogy minden egyes poszt maximális teljesítményt nyújtson, függetlenül a közeli töltési folyamatoktól. A V3 töltőoszlopok folyadékhűtéses kábelt használnak, amely lehetővé teszi, hogy a kábel vékonyabb és könnyebb legyen, miközben több energiát ad le.
A Tesla 2019-ben bevezette a mobil feltöltő állomásokat több városi feltöltőoszloppal és egy nyerges teherautóra szerelt Tesla Megapack energiatároló rendszerrel. Ezek az állomások ideiglenes állomásokat biztosítanak a közeli eseményekhez, bővítik a kapacitást az utazási csúcsszezonokban, vagy telepíthetők, ha egy állomást offline állapotba kell kapcsolni. A Megapack akár 100 járművet is képes feltölteni, mielőtt lemerülne.
A V4-es töltőoszlopok 2023 elején kezdtek el terjeszkedni, és hosszabb kábelekkel rendelkeznek a többi autógyártó járműveinek töltéséhez. A töltőállomásokon hitelkártya-olvasó található, amely lehetővé teszi a nem Tesla-tulajdonosok számára, hogy a Tesla alkalmazás letöltése nélkül töltsenek. A feszültségtartomány 1000-re nőtt V és 615-ig támogatja A (töltőkábel) / 1000 A (töltőoszlop) az áramellátáshoz. Jelenleg azonban 250-re korlátozódnak a szoftverek kW.
| Változat | Kép | Max teljesítmény | Jellemzők / Megjegyzések |
| -------- | --- | ---------------- | --- |
| V1       |     | 100 kW           | A kimenő teljesítmény csökken, ha egy másik járművet csatlakoztatnak a szomszédos, párosított töltőhöz. |
| V2       |     | 125 vagy 150 kW  | A kimeneti teljesítmény csökken, ha egy másik járművet csatlakoztatnak a szomszédos, párosított töltőhöz. A kimeneti teljesítmény az eredeti 120 kW-ról frissítve szoftverfrissítésekkel.                                                                 |
| Városi   |     | 72 kW            | Kisebb forma, kisebb teljesítményű készülék városi telepítésekhez. |
| V3       |     | 250 kW           | Vékonyabb, könnyebb kábellel van felszerelve, amely folyadékhűtést használ. Néhány töltő Észak-Amerikában „Magic Dock” CCS adapterrel van felszerelve a nem Tesla járművek töltéséhez.                                                                    |
| V4       |     | 250 kW           | Hosszabb kábellel és hitelkártya-olvasóval felszerelt nem Tesla járművek töltéséhez. Észak-amerikai töltők "Magic Dock" CCS adapterrel. A töltők jelenleg 250 kW-ra korlátozódnak, de a jövőbeni változtatásokkal nagyobb teljesítményt is támogathatnak. |

### Csatlakozók és átjárhatóság

A Tesla kompresszorok által használt csatlakozó szabványok terjesztése világszerte

#### Észak-Amerika
A Tesla 2023 februárjában kezdett el Magic Dock-ot telepíteni bizonyos helyekre. A dokkoló egy NACS-CCS adaptert tartalmaz. Amikor egy NACS-fel felszerelt járművezető használja a töltőt, eltávolítja a NACS-csatlakozót a dokkolt adapterről. Amikor egy CCS-sel felszerelt járművezető lefoglal egy töltőt a Tesla mobilalkalmazáson keresztül, a Magic Dock felszabadítja a NACS-CCS adaptert. A "varázslat" az, hogy az adapter mindig zárva marad – vagy a töltő dokkolójába zárva (amikor a NACS-csatlakozó használatban van), vagy a NACS-csatlakozóba zárva (ha a CCS-adapter használatban van). A Magic Dock lehetővé teszi a Teslának, hogy jogosult legyen az USA szövetségi kormányának összesen 7,5 dolláros ösztönzőire milliárdot a CCS-sel felszerelt töltési infrastruktúra kiépítésére.
2023. december 12-én a SAE bejelentette a NACS SAE J3400 szabványosításának befejezését. A következmény az, hogy ahelyett, hogy egyetlen vállalat monopóliuma lenne, mára egy jól elismert nemzetközi szervezet szabványává vált.
2024 januárjától a legtöbb észak-amerikai autógyár vállalta, hogy áttér az észak-amerikai töltési szabványra (NACS). Kezdetben a CCS1-es autók tulajdonosai NACS adaptert kínálnak a Tesla hálózatán történő töltés lehetővé tételéhez, majd 2025-től a gyártók megkezdik a NACS portok bevezetését új autóikba. Februárban a Ford volt az első autógyártó, amely adaptert kínált vásárlóinak, lehetővé téve a Ford járművek számára, hogy a Tesla V3-as és V4-es töltőinek többségén az adapterrel töltsenek.
A Tesla 2023 októberében Észak-Amerikában is megkezdte a V4-es töltők bevezetését integrált „Magic Dock” CCS1 adapterekkel és fizetési terminálokkal az adapter vagy a Tesla App nélküli járművek töltéséhez. A 2024. májusi adatok szerint, mindössze 17 V4-es töltőt helyeztek üzembe Észak-Amerikában. Ezek közül csak 6 teszi lehetővé a mágikus dokkoló használatát, és ezek közül csak 2 engedélyezi a fizetési terminál használatát. Bár a NEVI által finanszírozott töltőnek hitelkártyás fizetést kell kínálnia a helyszínen, a Tesla nem adott ki nyilatkozatot arról, hogy tervezik-e az összes V4-es töltő megnyitását, hogy lehetővé tegyék a fizetési terminálok és a mágikus dokkok használatát.
| Announced          | Company           | Access                |
| ------------------ | ----------------- | --------------------- |
| May 25, 2023       | Ford              | February 29, 2024     |
| June 8, 2023       | General Motors    | September 18, 2024    |
| June 21, 2023      | Rivian            | March 18, 2024        |
| June 27, 2023      | Volvo             | Expected in 2024      |
| June 29, 2023      | Polestar          | Expected in 2024      |
| July 7, 2023       | Mercedes-Benz     | Expected in 2024      |
| July 19, 2023      | Nissan            | Plan for 2025         |
| August 15, 2023    | Fisker            | Company in bankruptcy |
| August 18, 2023    | Honda             | Plan for 2025         |
| September 21, 2023 | Jaguar Land Rover | Plan for 2025         |
| October 5, 2023    | Hyundai/Kia       | Plan for 2025         |
| October 17, 2023   | BMW Group         | Plan for 2025         |
| October 19, 2023   | Toyota            | Plan for 2025         |
| November 1, 2023   | Subaru            | Plan for 2025         |
| November 6, 2023   | Lucid             | Plan for 2025         |
| December 19, 2023  | Volkswagen Group  | Plan for 2025         |
| January 16, 2024   | Mazda             | Plan for 2025         |
| February 2, 2024   | Stellantis        | Plan for 2025         |

#### Európa

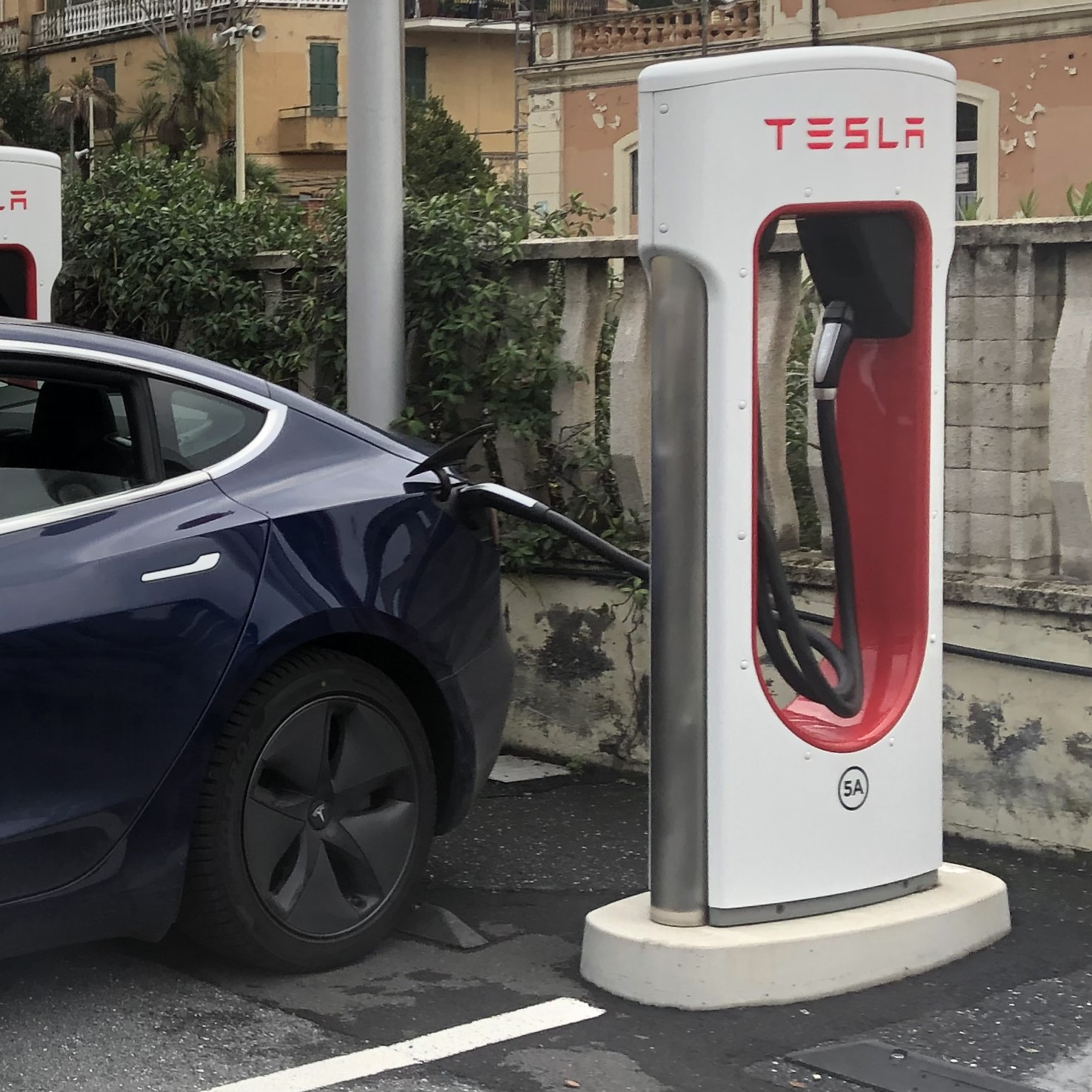
Európai V2-es töltő kettős kábellel, 2-es típusú csatlakozóval és (csatlakoztatva) CCS2-vel

2018 novemberében az európai szabályozók nyomására a Tesla bejelentette, hogy elkezdi használni a CCS2 töltési szabványt, új járművekhez hozzáadja a bemeneteket, adaptereket kínál a meglévő járműtulajdonosoknak, és CCS2 csatlakozókat ad a feltöltőkhöz.

## Hálózat
2016-ban az egy Supercharger-standra jutó Tesla autók átlagos száma 34 volt. 2023 szeptemberétől a Tesla a versenytársak költségeihez képest körülbelül fele áron kínálja töltőinek megépítését. Az állomásonkénti költségbecslések a 2013-as 100 000 USD-tól  a 2015-ös 270 000 USD-ig terjednek, a standok számától és egyéb körülményektől függően. A SEC-hez benyújtott 2014-es bejelentésben a Tesla „12 évre becsült hasznos élettartamról” számolt be.
A legtöbb autótöltés otthon vagy munkahelyen történik, és ezt a helyzetet a Tesla a mobiltelefonok töltéséhez hasonlítja. As of 2014 </link></link> , a töltés kevesebb mint 10%-a származott a Superchargerstől.
2021-re a Tesla kijelenti, hogy a hálózat 99,96%-os üzemidővel (legalább 50%-os napi kapacitással) rendelkezett, és energiája 100%-ban megújuló volt (helyi napenergiával, valamint a megújuló termeléshez igazodó villamos energia vásárlásával.)
2024 májusában arról számoltak be, hogy a Tesla elbocsátotta teljes Supercharger csapatát, beleértve a vezetőjét, Rebecca Tinuccit is. Tinucci két héttel korábban 15–20%-kal csökkentette a létszámot, a vállalati szintű elbocsátások részeként; a Muskkal folytatott találkozó után, amelyen a nő hatalmas hálózatbővítést javasolt, több elbocsátást követelt. Amikor a nő ellenállt, és kijelentette, hogy a további megszorítások hatással lesznek az alapvető üzletágra, a férfi elbocsátotta az egész csapatot. A lépéstől széles körben azt várták, hogy rövid- és középtávon lelassítja az állomások kiépítését. A töltőtársaságok vezetői megkezdték a felkészülést arra, hogy a Tesla kiszálljon a 2023-ban bejelentett szövetségi nemzeti elektromos járműinfrastruktúra programból, amelynek célja 500 000 töltőport bővítése a következő öt évben. A Teslának szerződést ítéltek oda, hogy töltőket építsen az eddig finanszírozásban részesült 501 telephely közül 69-en. 10 nappal később Musk megígérte, hogy 500 millió USD-t fektet be a hálózat kibővítésébe ebben az évben, ami a Tesla korábbi alkalmazottai szerint "jelentős csökkentést" jelent az eredeti 2024-es tervekhez képest, ami a becslések szerint 77%-os csökkenést eredményezne. a töltőport kiépítési sebessége. A Supercharger építésével és a szerződéskezeléssel kapcsolatos feladatokat a Tesla energiacsapata vette át.

### Költségek
A használatot általában a töltés során fogyasztott energia számlázzák ki. Üresjárati díjat számíthatnak fel azok az ügyfelek, akik a töltés befejezése után is csatlakoztatva maradnak, hogy visszatartsák a ácsorgást, és 2023-tól kezdődően egyes webhelyek torlódási díjat vezettek be, hogy megakadályozzák a töltést magas töltöttségi szint mellett, amikor a töltés általában lassabb. A feltöltés során felhalmozott összes díjat az autóhoz társított Tesla-számlára vagy az ahhoz a fiókhoz tartozó hitelkártyára számlázzuk ki.
A 2017. január 15. előtt, valamint 2019. augusztus 2. és 2020. május 26. között megrendelt Model S és Model X autók promóciójaként élethosszig tartó korlátlan ingyenes feltöltést kínáltak. Az ajánlókóddal vásárolt járművek számára meghatározott időszakokban korlátlan feltöltést is kínáltak.
Ezenkívül a 2017. január 15. és 2018. november 2. között megrendelt Model S és Model X autók 400 kWh-t (körülbelül 1000 mérföld (1600 km) kaptak. ) ingyenes Supercharging kredit évente. A kreditek kimerülése után a feltöltést normál áron számlázzuk ki.

## Telepítés
A 2024. júliusi adatok szerint a Tesla 6500 Supercharger-állomásból álló hálózatot üzemeltet közel 60 000 csatlakozóval. A hálózatot elsősorban három régióban telepítik: Ázsia-csendes-óceáni térségben (több mint 2650 állomás), Észak-Amerikában (több mint 2550) és Európában (több mint 1200).
| Year | Stations | Annual growth | Connectors | Annual growth | Source |
| ---- | -------- | ------------- | ---------- | ------------- | ------ |
| 2012 | 7        | N/A           | N/A        | N/A           | [ 57 ] |
| 2013 | 63       | 800%          | N/A        | N/A           | [ 58 ] |
| 2014 | 380      | 503%          | N/A        | N/A           | [ 59 ] |
| 2015 | 584      | 54%           | N/A        | N/A           | [ 60 ] |
| 2016 | 790      | 35%           | N/A        | N/A           | [ 61 ] |
| 2017 | 1,128    | 43%           | N/A        | N/A           | [ 62 ] |
| 2018 | 1,421    | 26%           | 12,002     | N/A           | [ 63 ] |
| 2019 | 1,821    | 28%           | 16,104     | 34%           | [ 64 ] |
| 2020 | 2,564    | 41%           | 23,277     | 45%           | [ 65 ] |
| 2021 | 3,476    | 36%           | 31,498     | 35%           | [ 66 ] |
| 2022 | 4,678    | 35%           | 42,419     | 35%           | [ 67 ] |
| 2023 | 5,952    | 27%           | 54,892     | 29%           | [ 68 ] |

### Észak Amerika

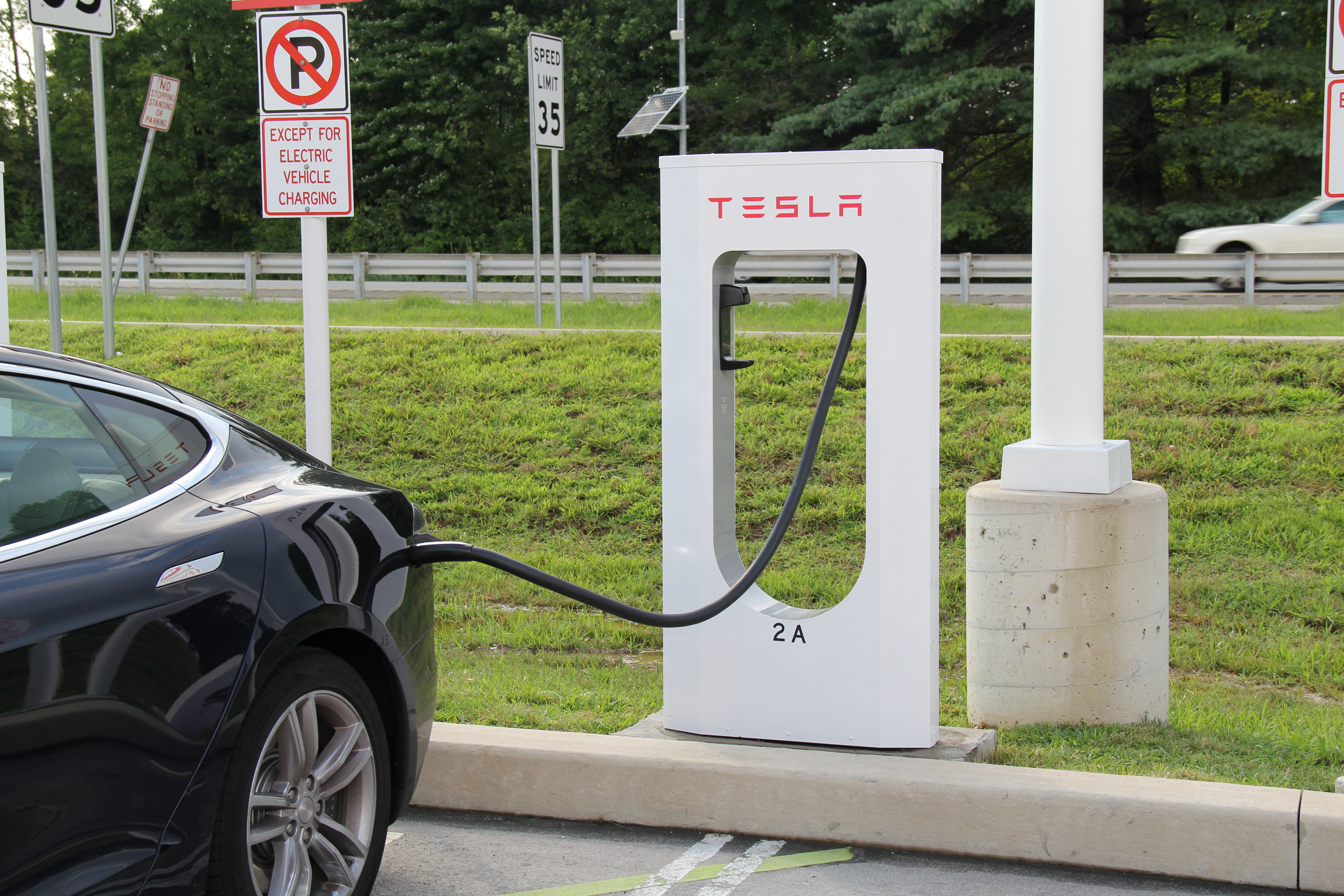
A Tesla Model S töltése egy Supercharger V1 standon, Newarkban, Delaware- ben

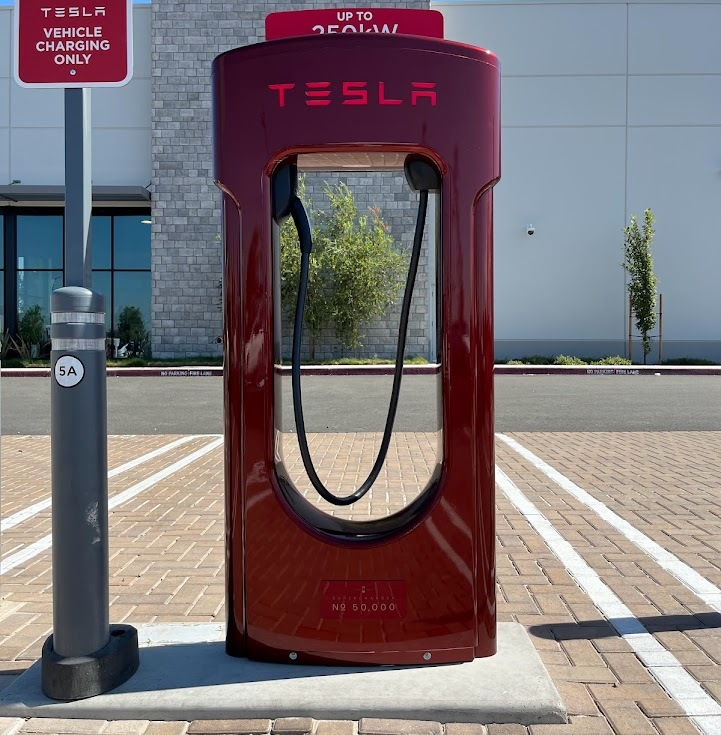
Az 50 000. Supercharger-stand a kaliforniai Roseville- ben, emléktáblával és ultravörös színben.

A világ első Superchargerei 2012-ben nyíltak meg az Egyesült Államokban, és a vállalat kezdetben a nagy forgalmú folyosókra összpontosított. Az első hat állomás lehetővé tette az utazást Los Angeles, San Francisco, a kaliforniai Tahoe-tó és a nevadai Las Vegas között. Nem sokkal ezután két állomást telepítettek az Interstate 95 mentén Connecticutban és Delaware- ben, lehetővé téve az utakat Boston, New York és Washington, DC között. 2013. július közepéig 15 állomás nyílt meg szerte az Egyesült Államokban. 2013 októberében a Tesla bejelentette, hogy a teljes nyugati partot megnyitották az Interstate 5 és a US Route 101 mentén. 2014 januárjában elkészült az első part-part folyosó: Los Angelesből Dél-Dakotán keresztül Chicagóba, majd New Yorkba.
A feltöltőállomások Kanadában az Ontario Highway 401 és a Quebec Autoroute 20 folyosó mentén Toronto és Montreal között 2014-re álltak rendelkezésre.
As of July 2024[update], the United States (including Alaska, Hawaii and Puerto Rico) has over 2,300 Supercharging sites with nearly 26,500 stalls, more than any other nation in the world. Canada has 218 sites and Mexico has 35.

### Európa, Közel-Kelet és Afrika

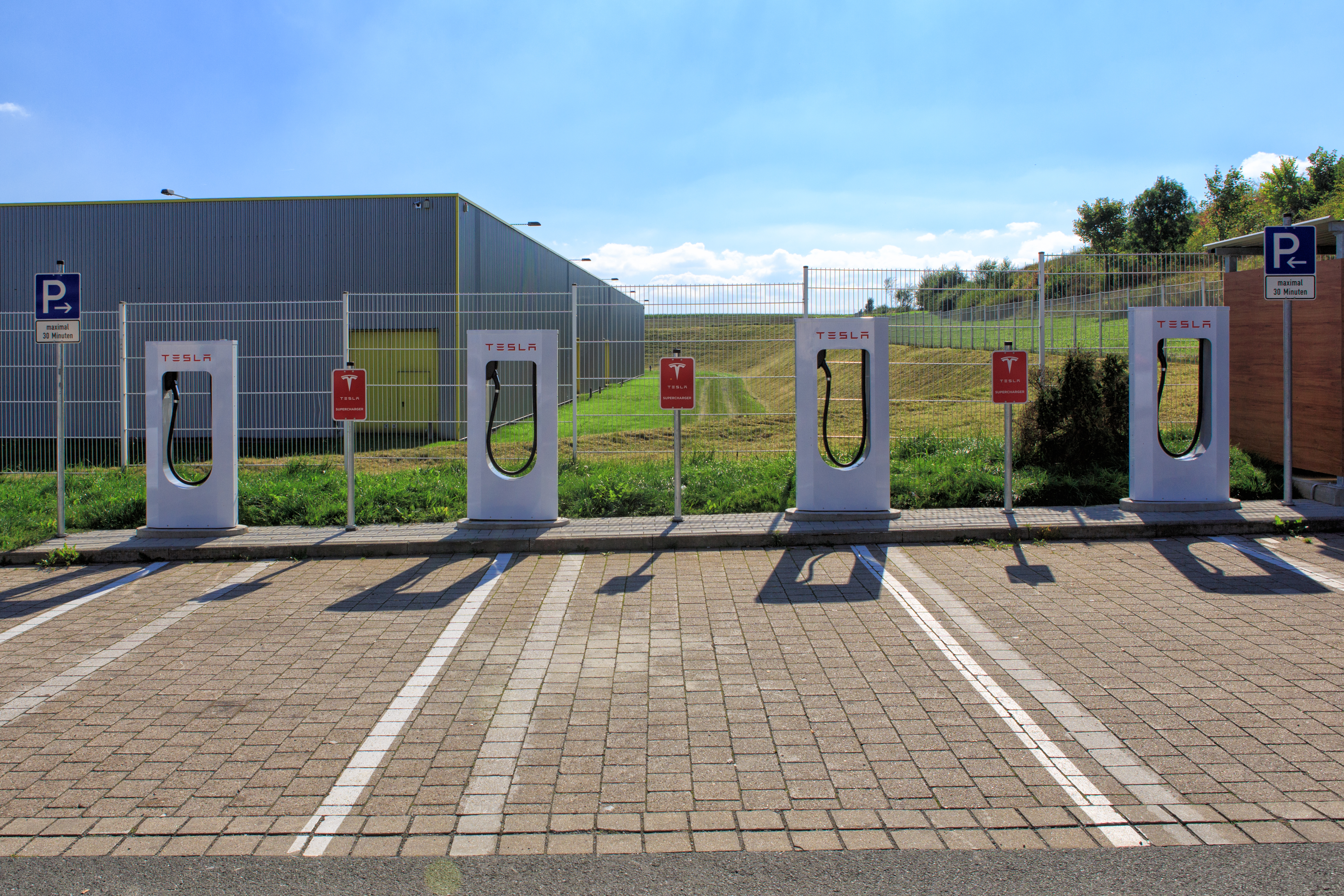
Tesla Supercharger állomás a Bundesautobahn 9 pihenőjében Münchberg közelében, Németországban.

2015 elején a dániai Køge városában az első európai Superchargert egy „napelemes tetővel” (a tetőn napelemes kocsibeállóval) bővítették. A Tesla szerint a Superchargerben 300 m2 (3200 sq ft) volt   40 éves tervezett termelésű napelem MWh, és 2018-tól saját akkumulátorbankkal van felszerelve a többlettermelés átmeneti tárolására. 2016 áprilisában a Kostomłoty volt az első töltő, amely megnyílt Lengyelországban. A Tesla 2019-ben a Nürburgringen nyitott egy hálózatra csatlakoztatott, kétállásos Superchargert Van néhány magántulajdonban üzemeltetett Supercharger állomás, például a 2016. április 27-én megnyitott Zarechye- ben, Oroszországban, 3 standdal.
2015-ben az európai feltöltőhálózat a tervek szerint lehetővé tenné, hogy a Model S a norvégiai North Cape- tól ( Honningsvåg közelében) a törökországi Isztambulig vagy a portugáliai Lisszabonig közlekedhessen. As of August 2023 </link></link> , Isztambulban és Lisszabonban vagy annak közelében vannak Supercharger állomások. A jelenlegi és tervezett helyszínek térképe Málta és Ciprus kivételével az Európai Unió összes országát tartalmazza, és a világ összes országát képviseli az elektromos járművek elterjedésének első tíz helyezettje között .
A Tesla 2021-ben kezdte meg tesztelni a nem Tesla autók töltését Hollandiában, 2022 elején pedig Norvégiában 15 nagy, zsúfolt állomáson CCS2-vel. A Tesla 2022-ben több országban nyitott új állomásokat nem Tesla autók számára, köztük Franciaországban, Németországban, Olaszországban, Spanyolországban, Svédországban és az Egyesült Királyságban.
A Közel-Keleten csak Izraelnek, Jordániának és az Egyesült Arab Emírségeknek van telephelye. Katar várhatóan 2024 első negyedévének végére kapja meg az első Superchargereket. Az egyetlen nemzet Afrikában, ahol van Supercharger telephely, Marokkó .
As of July 2024[update], the European region has more than 1,250 Supercharging sites across more than 20 countries.

### Ázsia csendes-óceáni
Kína a második legnagyobb feltöltő piac az Egyesült Államok után. A Tesla több mint 2000 telephelyet üzemeltet az országban, as of July több mint 12 000 standdal </link></link> . A feltöltők Hongkong és Makaó különleges közigazgatási régióiban is kaphatók.
As of July 2024[update], other countries with Superchargers include South Korea with 163 sites, Japan with 119, Taiwan with 107, Australia with 94, New Zealand with 25, Thailand with 18, Singapore with eleven, Malaysia with eleven and Kazakhstan with two.

## Megacharter
2017 novemberében a Tesla nagyobb kapacitású Megachargert jelentett be Tesla Semi, egy félpótkocsis teherautó prototípusának bemutatása részeként. Ezek a megatöltők 400 mérföld (644 km) 30 perc alatt a Tesla Semis felé.
2021 novemberében telepítették az első Megachargert a Gigafactory Nevada-ban, ahol a Tesla Semi készül. 2021 végén engedélyezték egy második Megacharger megépítését a kaliforniai Modesto-ban található PepsiCo létesítményben.
A Megacharger megawatt-osztályú kábele a V3 Supercharger áramsűrűségének háromszorosát támogatja – 35 amper/ mm2, szemben a V3 körülbelül 12-ével. A kábel folyadékhűtésű is, hogy a jövőben 1000 volton 1000 amperes töltési sebességet tudjon támogatni.